# Christopher Randolph
Christopher Randolph, född 1959 i Boston, Massachusetts, är en amerikansk skådespelare och röstskådespelare. Han är känd för sin medverkan i den japanska datorspelsserien Metal Gear som Hal "Otacon" Emmerich och sin fader, Dr. "Huey" Emmerich. I en audition inför Metal Gear Solid provade Randolph på rollen som protagonisten Solid Snake innan han fick rollen som Otacon och David Hayter fick rollen som Solid Snake.

## Medverkande

### Datorspel
- Metal Gear Solid (1998) – Otacon
- Metal Gear Solid 2: Sons of Liberty (2001) – Otacon
- Metal Gear Solid: The Twin Snakes (2004) – Otacon
- Super Smash Bros. Brawl (2008) – Otacon
- Metal Gear Solid 4: Guns of the Patriots (2008) – Otacon
- Metal Gear Solid: Peace Walker (2010) – Huey
- Metal Gear Solid V: Ground Zeroes (2014) – Huey
- Metal Gear Solid V: The Phantom Pain (2015) – Huey